# Папій Єраполіський
Папі́й (бл. 60 — бл. 140, Пергам, сьогоднішня Туреччина) — єпископ міста Єраполіс (Гієраполіс) в Анатолії (нині центральна Туреччина), апостольський отець, християнський мученик. Автор «Кіріякон логіон екзегезис» (грец. Κυριακῶν Λογίων Ἐξηγήσις — «Пояснення Господніх бесід» у п'яти книгах.) Він, а ще Полікарп та Ігнатій є тими, хто з'єднує апостольський період історії Церкви з часами наступними.